# سلمان خطی
سلمان خطی (زادهٔ ۱ اردیبهشت ۱۳۴۲) بازیگر ایرانی است.

## زندگینامه
فعالیت خود را با تئاتر شروع کرد سپس وارد رادیو مازندران شد.
او با ایفا نقش «تقی» در سریال پایتخت دیده شد.

## فیلم‌شناسی

### سینمایی
| سال  | عنوان        | نقش    | کارگردان | توضیحات |
| ---- | ------------ | ------ | -------- | ------- |
| ۱۴۰۲ | ویلای ساحلی  | طلبکار |          |         |
| ۱۳۸۷ | فرود در غربت |        |          |         |

### تلویزیون
| سال       | نام           | کارگردان                  | توضیحات                    |
| --------- | ------------- | ------------------------- | -------------------------- |
| ۱۴۰۳      | پایتخت ۷      | سیروس مقدم                | شبکه یک/نوروز و رمضان ۱۴۰۴ |
| ۱۴۰۱      | بی همگان      | بهرنگ توفیقی و اصغر هاشمی | شبکه سه                    |
| ۱۴۰۱      | خوشنام        | علیرضا نجف زاده           | شبکه یک                    |
| ۱۴۰۰      | بوتیمار       | علیرضا نجف زاده           | شبکه سه                    |
| ۱۳۹۹      | پایتخت ۶      | سیروس مقدم                | شبکه یک                    |
| ۱۳۹۸      | وقت صبح       | جواد میرزاآقازاده         | شبکه یک                    |
| ۱۳۹۷      | پایتخت ۵      | سیروس مقدم                | شبکه یک                    |
| ۱۳۹۴-۱۳۹۵ | معمای شاه     | محمدرضا ورزی              | شبکه یک                    |
| ۱۳۹۴      | جاده قدیم     | بهرام بهرامیان            | شبکه یک                    |
| ۱۳۹۴      | پایتخت ۴      | سیروس مقدم                | شبکه یک                    |
| ۱۳۹۳      | پایتخت ۳      | سیروس مقدم                | بازیگر مهمان / شبکه یک     |
| ۱۳۹۲      | پایتخت ۲      | سیروس مقدم                | بازیگر مهمان / شبکه یک     |
| ۱۳۹۱      | بالهای خیس    | عباس رنجبر                |                            |
| ۱۳۸۹      | مختارنامه     | داوود میرباقری            | شبکه یک                    |
| ۱۳۸۷      | یوسف پیامبر   | فرج الله سلحشور           | شبکه یک                    |
| ۱۳۸۶      | روزگار قریب   | کیانوش عیاری              | شبکه سه                    |
| ۱۳۸۲      | آهوی ماه نهم  | مسعود نوابی               | شبکه یک                    |
| ۱۳۸۰      | «دانشسرا»     | محمد عمرانی               | شبکه یک                    |
| ۱۳۷۹      | امواج رادیویی | محمد عمرانی               | شبکه یک                    |
| ۱۳۷۸      | کوی دامون     | عباس رنجبر                | شبکه یک                    |

### نمایش خانگی
| سال  | عنوان              | نقش  | کارگردان        | توضیحات   |
| ---- | ------------------ | ---- | --------------- | --------- |
| ۱۴۰۳ | جزر و مد           | عیسی | محمدحسین لطیفی  | استارنت   |
| ۱۳۹۹ | می‌خواهم زنده بمانم |      | شهرام شاه حسینی | فیلیمو    |
| ۱۳۹۷ | رقص روی شیشه       |      | مهدی گلستانه    | دنیای هنر |